# Индонезийский язык
Индонези́йский язы́к (самоназвание — Bahasa Indonesia) — один из австронезийских языков малайско-полинезийской надветви. Родственен филиппинским языкам, полинезийским языкам и языкам коренного населения Тайваня. Официальный язык (с 1945 года) и язык межнационального общения в Индонезии. Кроме того, имеет статус рабочего языка в Восточном Тиморе.
Имеет 75 млн говорящих в качестве первого языка и 195 млн в качестве второго. Общее количество владеющих этим языком в той или иной степени на 2025 год — более 270 млн. человек. Согласно данным 2020 года, 97 % населения Индонезии (занимает четвёртое место по населению в мире) способно говорить на этом языке свободно. Таким образом, это самый широко используемый язык в Юго-Восточной Азии и один из самых широко используемых в мире.
Индонезийский язык сложился в первой половине XX века в Голландской Ост-Индии как литературный вариант малайского языка, который традиционно использовался в этом регионе как лингва франка. 
Письменность — на основе латинского алфавита. Что касается морфологического строя, относится к агглютинативным языкам с ограниченным словоизменением (склонение и спряжение по лицам и числам отсутствуют, множественное число выражается редупликацией). В словарном составе отмечается немало заимствований не только из других азиатских языков, как например санскрит, но также и из арабского и европейских языков (нидерландский, английский). 

## Название
Индонезийское название языка — Bahasa Indonesia, но за пределами страны его иногда неправильно называют просто «баха́са», то есть «язык». Название «индонезийский язык» было принято в 1928 году на Конгрессе молодёжи и постепенно вытеснило название «малайский язык».

## Письменность
В индонезийском алфавите на латинской основе 26 букв:  
- Aa, Bb, Cc, Dd, Ee, Ff, Gg, Hh, Ii, Jj, Kk, Ll, Mm, Nn, Oo, Pp, Qq, Rr, Ss, Tt, Uu, Vv, Ww, Xx, Yy, Zz.

Звуки [ʤ], [ʧ], [j] обозначаются буквами j, с, y (после реформы 1972 года, унифицировавшей правописание с малайским; до неё писали dj, tj, j). 
Гласный [e] в учебниках может передаваться знаком é, чтобы отличить его от шва. С 2015 года é и è могут использоваться для обозначения гласных [e] и [ɛ], соответственно.
Кроме того, есть диграфы, не рассматриваемые как отдельные буквы: gh /ɣ/, /x/, kh /x/, ng /ŋ/, ny /ɲ/, sy /ʃ/.

## Лингвистическая характеристика

### Фонетика и фонология
В фонетическом составе индонезийского языка 30 звуков, если учитывать и те, что встречаются только в заимствованиях. Гласные почти никогда не редуцируются. 

#### Гласные
Индонезийский язык имеет следующие гласные звуки:
|                       | Передний ряд | Средний ряд | Задний ряд |
| --------------------- | ------------ | ----------- | ---------- |
| Верхний подъём        | /i/          |             | /u/        |
| Средне-верхний подъём | /e/          | /ə/         | /o/        |
| Нижний подъём         |              | /a/         |            |

[ɛ] и [ɔ] могут выступать в качестве аллофонов [e] и [o].

##### Дифтонги
Четыре дифтонга индонезийского языка встречаются лишь в открытых слогах:
1. /ai̯/: kedai, pandai
2. /au̯/: kerbau, limau
3. /oi̯/: amboi
4. /ei̯/: survei, geiser

Согласно некоторым исследованиям, они являются не дифтонгами, а монофтонгами, за которыми следует аппроксимант.

#### Согласные
Состав согласных звуков следующий:
|                     |               | Губные | Зубные/ Переднеязычные | Палатальные | Заднеязычные | Глоттальные |
| ------------------- | ------------- | ------ | ---------------------- | ----------- | ------------ | ----------- |
| Носовые             | Носовые       | m      | n                      | ɲ           | ŋ            |             |
| Взрывные/ Аффрикаты | глухие        | p      | t̪                      | t͡ʃ          | k            | (ʔ)         |
| Взрывные/ Аффрикаты | звонкие       | b      | d                      | d͡ʒ          | ɡ            |             |
| Щелевые             | глухие        | (f)    | s                      | (ʃ)         | (x)          | h           |
| Щелевые             | звонкие       | (v)    | (z)                    |             |              |             |
| Аппроксиманты       | Аппроксиманты | w      | l                      | j           |              |             |
| Дрожащие            | Дрожащие      |        | r                      |             |              |             |

Согласные /f/, /v/, /z/, /ʃ/ и /x/ встречаются только в заимствованных словах. Эти звуки нередко заменяются на другие — например, /ʃ/ заменяется на /s/.

#### Ударение
Ударение в индонезийских словах не выражено. Слова произносятся, как правило, с лёгким ударением на предпоследнем или последнем слоге (в частности, если в предпоследнем слоге есть шва, то ударение обычно падает на последний слог). 

### Части речи

#### Существительное
Существительные по падежам не изменяются. Вместо этого, падежные отношения показывает порядок слов. Например: orang laut «человек моря, морской человек (см. Баджас)», negeri orang «чужая страна», orang Indonesia «индонезиец» — букв.: «человек Индонезии». Грамматический род также отсутствует. 
Простые (корневые) существительные имеют непроизводную структуру. Они могут быть подлежащим в предложении без каких-либо вспомогательных средств.
Множественное число образуется редупликацией: orang-orang «люди», tuan-tuan «господа» (tuan «господин»). Редупликация используется, однако, редко, ибо чаще всего множественное число понятно из контекста: banyak orang «много людей». Обычно множественно число никак не обозначается. 

#### Глагол
Глагол обладает категориями вида и залога. Глаголы делятся на переходные и непереходные. К залогам относятся действительный, страдательный, средний, взаимно-совместный. Спряжение глаголов по лицам и числам отсутствует. 
Время глагола выражается служебными словами sedang (настоящее время); sudah, telah (прошедшее время); akan (будущее время) или наречиями наподобие «сейчас», «вчера», «завтра». В целом, можно сказать, что в индонезийском языке нет категории времени глагола, так как оно обычно понимается из контекста. 
Простые корневые глаголы являются непроизводными словами. Они являются сказуемым в предложении без каких-либо вспомогательных средств. Некоторые непроизводные глаголы — например, minum «пить», makan «есть, кушать» — могут присоединять беспредложное дополнение:
Aku minum kopi «Я пью кофе»;
Dia makan ikan «Он ест рыбу».
Глагол mau «хотеть, намереваться», как правило, предшествует смысловому глаголу в повествовательном предложении. Например, Aku mau makan «Я хочу есть».
Глагол-связка adalah «равняться, соответствовать» часто опускается: Rumah ini besar «Этот дом (есть) большой», Aku di sini «Я (нахожусь) здесь». 

#### Прилагательное
Прилагательные могут быть самостоятельными (besar «большой», putih «белый») или образуются вышеописанными методами аффиксации. В роли прилагательного может использоваться существительное без всяких изменений (см. Конверсия), например: Bahasa Indonesia «индонезийский язык».

#### Местоимение
Личные местоимения:
- «я» — saya (официально), aku (неформально)[16];
- «ты» — anda, saudara (официально), kamu (неформально)[16];
- «он» — dia, ia, beliau;
- «она» — dia;
- «оно» — dia;
- «мы» — kami (не включая слушающего), kita (включая слушающего)[7];
- «вы» — saudara-saudara, saudara sekalian;
- «они» — mereka.

Роль притяжательных местоимений играют личные местоимения и их энклитики:
- «мой» (официально) — … saya;
- «мой» (неформально) — …ku/…aku;
- «твой» (официально) — …anda/saudara;
- «твой» (неформально) — …kamu/…mu;
- «его/её» — …dia; nya;
- «их» — …mereka.

Примеры:
- «моя еда» — makanan saya; makananku;
- «твоя еда» — makanan Anda; makananmu;
- «его/её еда» — makanan dia;
- «их еда» — makanan mereka;
- «мой дом» — rumahku;
- «твой дом» — rumahmu;
- «его/её дом» — rumahnya.

Относительно-вопросительные:
- «кто» — siapa;
- «что» — apa;
- «который» — yang mana.

Возвратные:
- «сам/себя (для всех лиц)» — sendiri;
- «меня/я сам» — diriku;
- «тебя/ты сам» — dirimu;
- «его/её/он сам/она сама» — dirinya.

Указательные местоимения:
- «то/тот/та» — itu;
- «это/этот/эта» — ini.

Указательное местоимение ini («это/этот/эта») употребляется для указания на предметы, находящиеся в поле зрения говорящего, то есть вблизи. Указательное местоимение itu («то/тот/та») — в области зрения собеседника.
Неопределённые:
- «все» — semua;
- «все/всё» — segala;
- «каждый» — masing-masing;
- «всякий/каждый» — tiap;
- «что-то/нечто» — apa-apa;
- «что бы то ни было» — apa pun.

#### Числительное
- Числительные от 1 до 10: satu, dua, tiga, empat, lima, enam, tujuh, delapan, sembilan, sepuluh (puluh).

- От 11 до 19 образуются прибавлением слова belas, 11 — sebelas, 12 — dua belas, 13 — tiga belas и т. д.

- Десятки образуются прибавлением слова puluh, 20 — dua puluh, 30 — tiga puluh, 40 — empat puluh, и т. д.

- 100 — seratus, 500 — lima ratus и т. д.

- 1000 — seribu, 5000 — lima ribu.

- 82 — delapan puluh dua.

Порядковые числительные имеют префикс ke-: kedua («второй»), kelima («пятый») и т. д. Исключение: pertama «первый».

### Синтаксис

#### Порядок слов
Порядок слов в индонезийском предложении является одним из основных средств выражения отношения между словами. Обычный порядок слов — SVO (подлежащее—сказуемое—дополнение). 
Главным признаком выделения определения является его положение: оно всегда следует непосредственно за определяемым словом и может быть выражено существительным, глаголом, прилагательным или местоимением. Например: paman anak («дядя ребёнка»); kaki kanan («правая нога»); anak ini («этот ребёнок»).
Указательные местоимения ini и itu, употребляемые в качестве определения, всегда следуют за определяемым словом или заключают группу слов, к которым они относятся. Например: anak kakak itu («ребёнок старшего брата»).
Подлежащее с относящимися к нему словами составляют группу подлежащего. Сказуемое с относящимися к нему словами составляют группу сказуемого. В предложении группа подлежащего обычно предшествует группе сказуемого и отделяется от него паузой, например:
- Toko ini / tutup «Этот магазин закрыт»;
- Kakek ini / paman anak itu «Этот дедушка дяди того ребёнка».

Указательные местоимения ini и itu часто ограничивают группу подлежащего от группы сказуемого и сами часто входят в группу подлежащего.

#### Состав предложения
Простые предложения могут быть распространёнными и нераспространёнными. Нераспространённые состоят только из главных членов — подлежащего и сказуемого. Например: Toko tutup «Магазин закрыт».
В состав простого распространённого предложения, кроме главных членов предложения, входят и второстепенные члены: определение, дополнение и обстоятельства.
Подлежащее, как правило, предшествует сказуемому и может быть выражено существительным или указательным местоимением: Anak makan «Ребёнок ест»; Ini pintu «Это дверь».
Сказуемое может быть глагольным: Anak ini makan «Этот ребёнок ест», и именным: Ini kota «Это город».
После глаголов makan («есть, кушать») и minum («пить») может следовать примыкающее дополнение: Kami minum kopi «Мы пьём кофе»; Anak itu makan ikan «Тот ребёнок ест рыбу».

### Лексика
На словарный состав индонезийского языка на протяжении истории повлияли многие языки. К ним относятся нидерландский, английский, греческий (греческим по происхождению является, в частности, и слово «Индонезия»), арабский, китайский, португальский, санскрит, тамильский, хинди и персидский. Его основной словарный состав, однако, — австронезийского происхождения и связан со словарным составом близкородственных языков (особенно малайским). 

#### Заимствования
В современном индонезийском языке заимствования распределяются следующим образом: нидерландские — 42,5 % (наследие колониальных времён), английские — 20,9 %, арабские — 19 %, санскритские и из хинди — 9 %, китайские — 3,6 %, португальские — 2 %, тамильские — 2 %, персидские — 1 %.
Многие слова арабского происхождения пришли в индонезийский язык через старомалайский посредством арабских и персидских торговцев, а также торговцев из Гуджарата, где жили мусульмане. 
С 16 по 19 века португальский язык являлся языком торговли (лингва франка) на островах Индонезии. Заимствования из этого языка в основном касаются предметов и понятий, принесённых в Юго-Восточную Азию из Европы, как например meja «стол» (от mesa), bangku «скамья» (от banco), boneka «кукла», jendela «окно» (от janela), gereja «церковь» (от igreja), puisi «поэзия» (от poesia), mentega «сливочное масло» (от manteiga), kemeja «рубашка» (от camisa), Paskah «Пасха» (от Páscoa) и другие.
Нидерландский язык, будучи языком колонизаторов Индонезии, оставил после себя много слов из разных областей жизнедеятельности: polisi «полиция» (от politie), kualitas «качество» (от kwaliteit), rokok «сигарета» (от roken «курить»), pelopor «первопроходец, зачинщик» (от voorloper «предшественник»), setrum «электрический ток» (от stroom), handuk «полотенце» (от handdoek), om «дядя» (от oom) и многие другие.
В настоящее время большое количество слов заимствуется из английского языка. Как правило, они изменяются согласно индонезийской письменности, в соответствии с английским произношением: aksesori — от accessory, но есть и слова, заимствуемые без изменений в написании (сохраняющие такое же значение, как в английском) и произносимые так, как они пишутся (а не так, как должны произноситься по-английски): bus [bʊs], data [ˈdata], domain [doˈma.ɪn], detail [dəˈtaɪl], internet, film, golf, lift, monitor, radio, radar, unit [ˈʊnɪt̚], safari, sonar, video.

#### Словообразование
В словообразовании важнейшую роль играет агглютинация (аффиксация и редупликация). Аффиксы — префиксы, суффиксы, инфиксы (ставятся, соответственно, спереди от корня, после него и внутри слова). Часто слово имеет одновременно и префикс, и суффикс.

##### Наиболее часто используемые приставки
- per- образует переходные глаголы;
- pe- (peng-, pem-, pen-, peny-) образует имена существительные со значением орудия и деятеля; имеет разные формы в зависимости от того, стоит он перед гласной или согласной;
- se- образует союзы и наречия.

Примеры: besar («великий») — perbesar («увеличивать»); dua («два») — perdua («удвоить»); lukis («рисовать») — pelukis («художник»); lalu («прошлый») — selalu («всегда»); lama («время») — selama («в течение»).

##### Наиболее часто используемые суффиксы
- -an показывает результат, объект действия, средство, орудие, подобие, собирательные понятия;
- -i, -kan образуют переходные глаголы.

Примеры: larang («запрещать») — larangan («запрет»); manis («сладкий») — manisan («сласти»); mata («глаз») — matai («смотреть»); satu («один») — satukan («объединять»).

##### Конфиксы
- ke…an образует действие или состояние;
- pe…an образует отглагольные существительные, обозначающие процесс;
- per…an то же самое — процесс, действие, но от прилагательных.

Примеры: satu («один») — kesatuan («единство»); pulau («остров») — kepulauan («архипелаг»); membatas («ограничивать») — pembatasan («ограничение»); dagang («торговать») — perdagangan («торговля»); adab («цивилизация») — peradaban («цивилизованный»).

##### Инфиксы
- -em-, -el-, -er- образуют прилагательные.

Примеры: guruh («гром») — gemuruh («громовой»).

##### Редупликация
Редупликация — это повторение всего слова (простая) или первого слога; в индонезийском языке она может как изменять значение слова полностью, так и быть показателем множественного числа существительного. Есть редупликация с изменениями (например, меняется один гласный) и с добавлением аффиксов:
- mata («глаз») — mata-mata («шпион»);
- laki («муж») — lelaki («мужчина»);
- rumah («дом») — rumah-rumah («макет дома»);
- anak («ребёнок») — keanak-anakan («по-детски»);
- abu («пепел») — abu-abu («серый»);
- barat («запад») — kebarat-baratan («по-западному»);
- gunung («гора») — gunung-gemunung («горная страна»).

##### Сложные слова
В индонезийском языке используются сложные слова, такие как matahari (буквально: «глаз дня») «солнце» и oranghutan (буквально: «человек леса») «орангутан».
Другие примеры:
- nenek-moyang («предки»), где nenek — «дед, бабушка», moyang — «прадед, прабабушка»;
- air mata («слёзы»), где air — «вода», mata — «глаз»;
- tanah air («родина»), где tanah — «земля», air — «вода»;
- hari besar («праздник»), где hari — «день», besar — «большой, великий».

Нередко можно встретить использование словослияния: Menlu < Mentri Luar Negeri «министр иностранных дел», Kapolda < Kepala kepolisian daerah «руководитель местного отделения полиции», Sulut < Sulawesi Utara «Северный Сулавеси», puskesmas < pusat kesehatan masyarakat «общественный центр здравоохранения» и т. п.